# جانغ سيونغ جو
جانغ سيونغ جو هو ممثل كوري جنوبي ولد في 13 ديسمبر 1981، أشتهر بدوره في مسلسلات زهرة المال (2017)، زوجة مألوفة (2018)، ولقاء غير متوقع (2018)، المحقق المثالي (2020)، سنو دروب (2021-2022).

## روابط خارجية
جانغ سيونغ جو على موقع IMDb (الإنجليزية)
- جانغ سيونغ جو على موقع قاعدة بيانات الفيلم (الإنجليزية)
- جانغ سيونغ جو على موقع كينوبويسك (الروسية)